# AA-20
L'AA-20, développé par Nord-Aviation, était un missile air-air français, et fut l'un des premiers systèmes de ce genre à entrer en service en Europe occidentale. Sa production commença à Châtillon en 1956 et environ 6 000 unités furent fabriquées, restant en service jusqu'en 1960.

## Conception
Le développement du missile commença en 1953, lorsque le gouvernement français signa un contrat avec la SFECMAS, alors tout-nouvellement intégrée dans le groupe Nord-Aviation. 
Développé en parallèle au missile antichar SS-10, il fut désigné « Type 5103 ». Les objectifs du projet étaient simples : l'AA-20 fut toujours considéré comme une étape intermédiaire vers un missile plus évolué, qui allait voir le jour sous la forme du R530.

## Caractéristiques
L'AA-20 était un missile télécommandé, employant un système similaire à celui employé par les missiles antichar de Nord-Aviation, dans lequel le missile est manœuvré visuellement à-partir de l'avion lanceur.
Fixées avec un angle particulier, les ailettes fixes impliquaient au missile une rotation sur lui-même pendant le vol, alors qu'un gyroscope fournissait les informations d'orientation du missile au mécanisme de contrôle. Au lancement, un double accélérateur à poudre fournit au missile sa vitesse de croisière, suivi par un moteur de sustentation, dont la sortie de gaz brûlés s'effectue au centre. Quatre lames placées autour du trou central d'éjection des gaz, permettent d'effectuer des changements de direction sur le principe de vectorisation de la poussée, tandis qu'une cartouche luminescente incandescente fixée à l'arrière du missile fournit sa position au tireur, l'aidant dans son guidage visuel jusqu'à la cible.

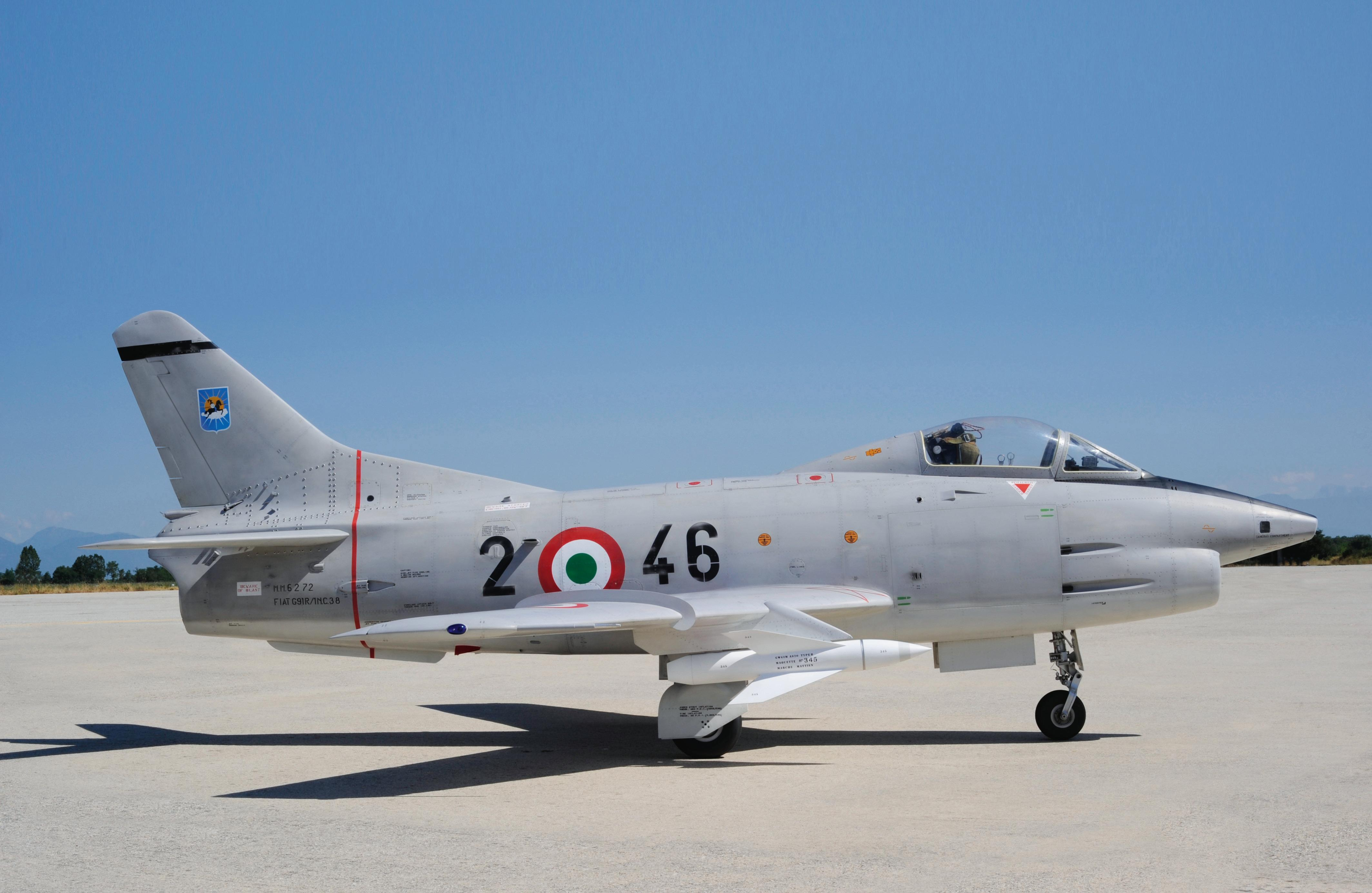
Un Fiat G.91 italien exposé avec une maquette d'AS-20.

La charge militaire de l'AA-20 était du type « souffle + fragmentation » et pesait 23 kg. Elle était initiée par une fusée de proximité, réglée pour déclencher l'explosion de la charge militaire à une distance de 15 m de la cible. La portée de ce missile de 134 kg était d'environ 4 km et son principe de guidage lui permettait d'être également employé dans un rôle secondaire comme missile air-sol, même s'il impliquait également que l'AA-20 était un missile par « temps clair », ne pouvant être employé dans l'obscurité et les mauvaises conditions météo.
L'AS-20, qui en était dérivé, fut exclusivement destiné à de l'engagement air-sol.

## AA-25
Destiné à combler les lacunes importantes de l'AA-20, en particulier le fait de ne pas pouvoir l'utiliser autrement que de jour et par bonne visibilité, les français développèrent l'AA-25, qui était essentiellement une version guidé par radar de l'AA-20, utilisant les signaux du radar CSF Cyrano du Mirage III-C pour se guider.
Beaucoup de missiles AA-20 furent convertis à ce standard et une version à radar semi-actif de ce missile, l'AA-26, fut même prévue. Elle fut cependant abandonnée au profit de son concurrent, le Matra R511.

## Utilisateurs
FranceUtilisé par l'Armée de l'Air et l'Aéronavale.